# La Pahua
La Pahua är en ort i Mexiko.   Den ligger i kommunen Tatatila och delstaten Veracruz, i den sydöstra delen av landet, 210 km öster om huvudstaden Mexico City. La Pahua ligger 1 171 meter över havet och antalet invånare är 155.
Terrängen runt La Pahua är varierad. Runt La Pahua är det ganska tätbefolkat, med 160 invånare per kvadratkilometer. Närmaste större samhälle är Atzalan, 16,9 km väster om La Pahua. I omgivningarna runt La Pahua växer i huvudsak blandskog.